# La Main rouge (livre-jeu)
Pour les articles homonymes, voir La Main rouge.
La Main rouge  est un livre-jeu écrit par Joël Augros et Patrick Gervaise en 1987, et édité par Presses pocket dans la collection Histoires à jouer : Sherlock Holmes, dont c'est le troisième tome.